# Бус (Люксембург)
Бус (люкс. Bus, фр. Bous) — коммуна в Люксембурге, располагается в округе Гревенмахер. Коммуна Бус (Люксембург) является частью кантона Ремих. В коммуне находится одноимённый населённый пункт.
Население составляет 1260 человек (на 2008 год), в коммуне располагаются 460 домашних хозяйств. Занимает площадь 15,43 км² (по занимаемой площади 78 место из 116 коммун). Наивысшая точка коммуны над уровнем моря составляет 294 м. (112 место из 116 коммун), наименьшая 150 м. (10 место из 116 коммун).

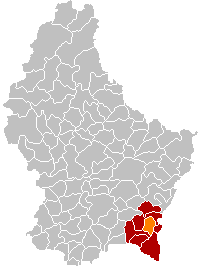
Оранжевый цвет — коммуна Бус (Люксембург), красный — кантон Ремих.